# Antocha opalizans
Antocha opalizans là một loài ruồi trong họ Limoniidae. Chúng phân bố ở miền Tân bắc.